# かんじきの戦い (1758年)

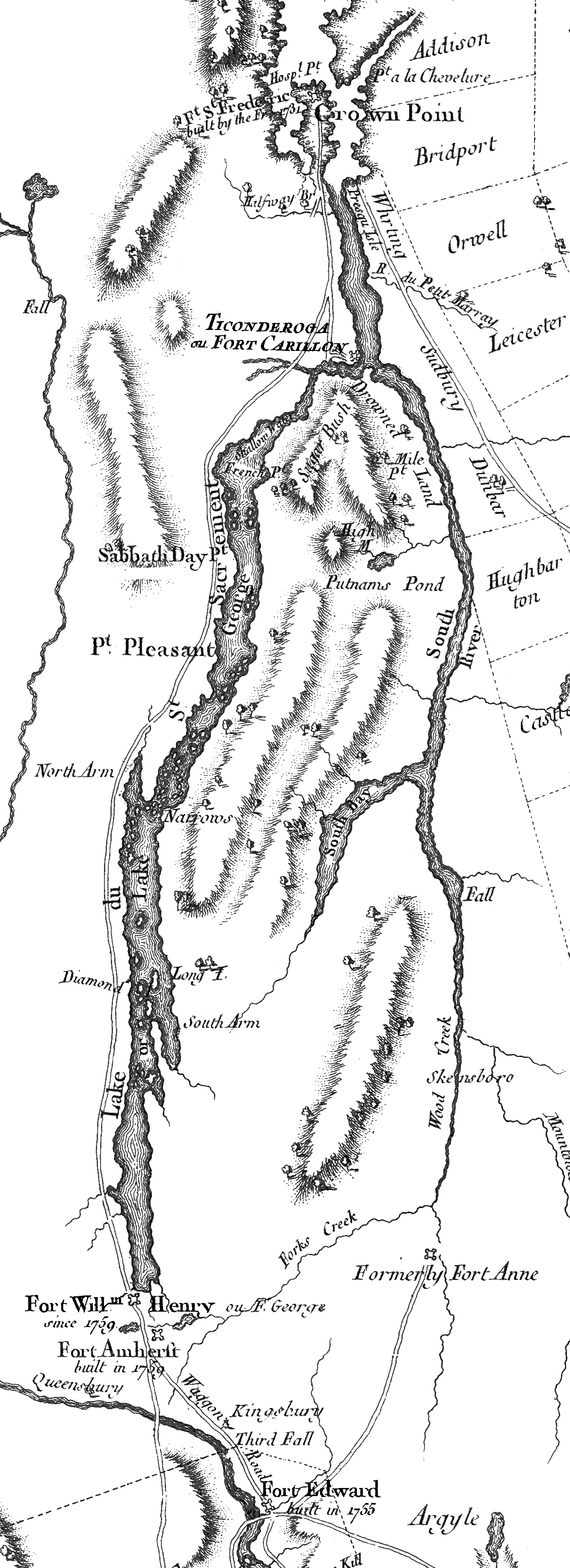
ジョン・モントレザーの1777年作成の地図。湖の左を走る道路は、この戦闘当時はまだなかった。地図下方にエドワード、ウィリアム・ヘンリー両砦が見える。

1758年のかんじきの戦い（Battle on Snowshoes）は、フレンチ・インディアン戦争中の1758年3月13日に起こった戦闘である。イギリス陸軍およびロバート・ロジャーズ率いるロジャーズ・レンジャーズとフランス軍、フランスと同盟関係にあるインディアンとの間の戦いで、現在のニューヨーク州北部、当時はニューヨーク植民地とヌーベルフランスの間の辺境だった、ジョージ湖の近くが戦場となった。イギリス軍が、戦闘の際にかんじきを履いていたためこの名がある。
ロジャーズは、180人ほどの兵を連れて、フランスの配置を偵察に出かけた。カリヨン砦（タイコンデロガ砦）のフランス軍指揮官は、ロジャーズたちの動きに警戒しており、大部分がインディアンで構成された部隊を派遣して、対戦させた。ロジャーズはその場から逃げる途中で、委任状を入れた軍服を捨てざるを得なかったため、フランス軍は彼がこの戦闘で死んだと思い込んだ。
ロジャーズは追手からのがれる際に、400フィート（121.9メートル）の岩壁を滑り降りて、ジョージ湖の結氷した湖面に着地した。この岩璧は「ロジャーズの岩」または「ロジャーズの滑り」と呼ばれている。

## 戦闘に至るまで
1754年に、アメリカ大陸のイギリス植民地とフランス植民地との間で、両植民地の辺境をめぐっての領土争いから、フレンチ・インディアン戦争が勃発し、翌1755年には、本国の正規兵を派遣するまでに本格化して行った。1756年には、フランスは大部分の戦いでイギリスに連勝したが、唯一の特筆すべき敗戦は、イギリスが、シャンプラン湖からのフランスの南進を阻止した1755年のジョージ湖の戦いである。サンフレデリック砦（現在のクラウンポイントの場所にあった砦）とカリヨン砦（後のタイコンデロガ砦）を拠点に、フランスとインディアンの同盟軍は、ジョージ湖と、その上流のハドソン川への偵察と調査を行っていた 。
イギリスの方は、インディアンとの同盟関係はさほどのものではなく、レンジャー（猟兵）の偵察力と情報収集能力に援助を仰いでいた。これによりレンジャー組織が作られた。指揮官にはロバート・ロジャーズが就任し、最終的にはロジャーズ・レンジャーズとして知られるようになった。

## イギリスの偵察遠征

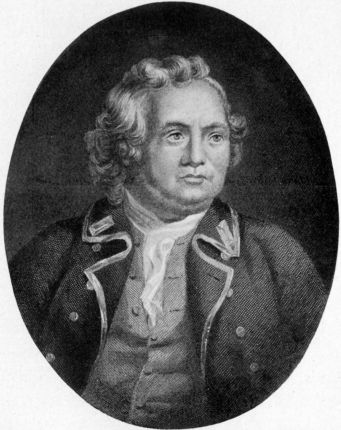
イスラエル・パットナム

1758年3月10日、ロジャーズはエドワード砦から、北のカリヨン砦に偵察任務のため派遣された。エドワード砦指揮官の中佐、ウィリアム・ハヴィランドは、当初は兵400人の派遣を計画していたが、180人に人数を減らした。ところが、フランス軍は、この偵察に気づいているのではないかといわれていた。フランスは、これより前に行われた、イスラエル・パットナムのコネチカット遠征で、イギリス兵を1人捕虜としており、その兵が、フランスにイギリスの軍事計画について喋ったのではないかと懸念されていた。このパットナムの遠征により、カリヨン砦の近くに、およそ600人のインディアンが野営しているのが明らかになった。
遠征要員は、ロジャーズ・レンジャーズの兵が大部分を占めていたが、第27歩兵連隊からの義勇兵も何人か混じっていた 。3月13日、遠征隊はかんじきを履き、4フィート（1.2メートル）の積雪の中を行軍した。遠征隊の左手には小川、右手にはジョージ湖があるはずだが、急勾配の山にさえぎられて見えなかった。3時間ほど休憩をとった時、前衛隊が何者かを発見していた。それは、ロジャーズが報告書に「96人の、ほとんどがインディアン」と記した者たちだった。
3月12日、カリヨン砦の指揮官である、フランス軍大尉のルイ＝フィリップ・ル・ドスー・デベクールは、近くに野営しているインディアンたちから、イギリス軍が近づいて来ているとの噂を耳にした。デベクールは、この情報に応えて、デュランテ隊の、200人のニピシング族のインディアンと20人の民兵を派遣したが、何も見つからなかった。翌日、2人のインディアンの斥候が、イギリス軍の足跡を発見したと報告した。3月13日の正午ごろ、デュランテは100人の兵（この時もインディアンと民兵の混成軍であった）を連れて砦を発った。その少し後に、ランジ隊のインディアン兵200人がその後から進軍した。
この2つのフランスの合流軍のうち、デュランティエの軍は、ランジ軍よりも100ヤード（91メートル）先にいるところを、ロジャーズの兵に発見された。

## 戦闘
ロジャーズの兵たちは直ちに待ち伏せの態勢を取った。デュランテの軍が射程内に入り、ロジャーズの軍が発砲した。ロジャーズによれば「40人以上のインディアンを殺した」となっている。デュランテの軍は散り散りになり、取り乱して退却した。ロジャーズと兵の半分ほどがデュラントたちを追った。あろうことか、ロジャーズたちはマスケット銃に弾込めするのを忘れており、一方他のレンジャーズの兵は立ち止まって、相手の頭皮を剥ごうとしていた。
ランジの軍は、銃声に警戒し、彼らもまた待ち伏せの態勢を取った。レンジャーズが来た所へ、ランジ軍の攻撃が始まり、およそ50人ほどを殺傷した。レンジャーズも、相手が人数で上回っていること、彼ら自身の兵たちが減っていることを考慮したうえで、果敢に応戦した。側面から突かれないための策は成功したが、1時間半にもおよぶ激戦のため、ロジャーズの兵は目に見えて減って行った。このため、残りの兵たちは何とかその場から逃れようとした。ロジャーズと一部の兵は逃げおおせたが、レンジャーズの隊で降伏したものもあった。その時、レンジャーズの兵の一人のポケットに頭皮が入っているのが見つかり、結果的に彼らは殺され、頭皮を剥がれた。

## 逃走と伝説
ロジャーズと、多くの死者を出した彼の部隊は、3月15日にエドワード砦に戻った。当初、ロジャーズ自身はフランスに、殺されたと思われたが、実際には生き延びていたと報告された。このフランスのこの報告は、ロジャーズが戦闘中に兵を見捨て、委任状が入った自らの軍服を捨てたことによるものだった 。この逸話はその後、ロジャーズが逃げる際に、丘陵の斜面を400フィート（211.92メートル）も滑り落ちて、結氷したジョージ湖の表面にたどり着いたという展開となってこの地域に伝わった。何ら裏付けはないものの、彼が滑り落ちたといわれる岩壁は、ほどなく「ロジャーズの滑り」として知られるようになった。
戦死勝者と軍の人数の報告に関しては、両軍の間でかなりの違いがあり、ロジャーズの報告では、フランスとインディアンの軍は700人で、100人から200人の死傷者とある。戦闘の様子についての証言は、他の証言と比較して矛盾が多く、さまざまな評論家が疑問を呈している。カリヨン砦で捕虜になっていたヘンリー・プリングルは、拘留中の手紙の中で、2度目の待ち伏せの後はフランスに有利に展開したことを明記しており、これでプリングルは自身の汚名をすすいだ。ロジャーズはレンジャーズの再建を続け、この年7月にカリヨンの戦いに参戦した。

## 関連書籍
- Bearor, Bob (1997), Battle On Snowshoes, Bowie, MD: Heritage Books, OCLC 37299292
- Bougainville, Louis Antoine de; Hamilton, Edward P.(ed,trans) (1964), Adventures in the Wilderness, Norman, OK: University of Oklahoma Press, OCLC 506918
- Pajol, Charles Pierre Victor (1888) (French), Les guerres sous Louis XV, Volume 6, Paris: Firmin-Didot, OCLC 3161767
- Parkman, Francis (1884), Montcalm and Wolfe, OCLC 178405593. Multiple editions currently available.
- Rogers, Mary Cochrane (1917), Rogers' Rock, Lake George, March 13, 1758: A Battle Fought on Snow Shoes, Derry, NH: self-publisher, OCLC 5039620
- Steele, Ian Kenneth (1990), Betrayals: Fort William Henry and the massacre, Oxford University Press US, ISBN 9780195058932, OCLC 20098712
- Zaboly, Gary S (2004), A True Ranger: The Life and Many Wars of Major Robert Rogers, Garden City Park, NY: Royal Blockhouse, ISBN 9780976170105, OCLC 61311390